# 2009 في كوريا الجنوبية
فيما يلي قوائم الأحداث التي وقعت خلال عام 2009 في كوريا الجنوبية.

## أحداث
- 29 مارس – كيم يون آه تفوز بالميدالية الذهبية في البطولة العالمية للتزلج على الجليد للنساء في لوس أنجلوس، مسجلة رقماً قياسياً بلغ 207.71 نقطة.

## ظهور
- 1 يناير – أفتر سكول
- 1 يناير – سيكرت
- 1 يناير – فور مينيت

## أفلام
من الأفلام التي صدرت هذه السنة في كوريا الجنوبية:
- 16 مايو – الأم من إخراج بونغ جون هو.

## برامج ومسلسلات وأنمي
- ستار كينغ

## وفيات

### فبراير
- 16 فبراير – كم سو هوان (مواليد 1922) كهنوت كوري جنوبي.

### أبريل
- 21 أبريل – يوه هوان كيل (مواليد 1962) ملاكم كوري جنوبي.

### مايو
- 22 مايو – يو أون غي (مواليد 1940)
- 23 مايو – روه مو هيون (مواليد 1946)

### أغسطس
- 18 أغسطس – كم داي جنغ (مواليد 1924) سياسي كوري جنوبي.